# Stanley Sadie
Stanley Sadie (ur. 30 października 1930, zm. 21 marca 2005) – brytyjski muzykolog i krytyk muzyczny. Znany przede wszystkim jako redaktor szóstego wydania Grove Dictionary of Music and Musicians (1980).
Ukończył studia w Gonville and Caius College na Uniwersytecie Cambridge. Wykładał w Trinity College of Music w Londynie, recenzował dla The Times (1964-1981)
W 1982 roku otrzymał Order Imperium Brytyjskiego (CBE). Doktor honoris causa Uniwersytetu w Leicesterze, honorary fellow Royal College of Music oraz Gonville and Caius College w Cambridge.